# Palóc hímzés
A palóc hímzés az Ipolytól Putnokig terjedő dombvidéken jellemző. Nagyszécsény és Salgótarján volt a legjellemzőbb képviselője.

## Története
A palóc hímzést egyszerű motívumvilág jellemezte, a kezdeti egyedüli fehér színt később felváltotta pár alapszín használata. A motívumok létrehozása főleg szálszámolással készült, később az ügyesebb asszonyok drukkolták (szabad kézzel átrajzolták), majd üttetett mintákat alkalmaztak.

## Motívumok és színvilág
Motívumait a stilizált minták jellemzik, egyes tájvidékeken a mértani mintákat, máshol a virágmintákat részesítették előnyben, helyenként állat- és madárminta is fölbukkan. A központi virágelemeket (szegfű, rózsa, gyöngyvirág) bimbók, levelek, kacsok, kalászok gazdagítják. Színei alapvetően a piros főszín és a kék mint kiegészítőszín, később megjelent a rózsaszín és a zöld. A minták gazdagodására hatással volt a környező területek mintáinak megismerése, főleg a kalocsai hímzés, a matyó hímzés és a galga-vidéki hímzés.
A minta elhelyezése legtöbbször szalagszerű, amely végigfut a díszítendő területen, ritkább esetben bokordísz vagy különálló csokorminta.

## Öltéstechnika
Öltéseikben is az egyszerű technikát követik, mint motívumaikban. Jellemző a laposöltés, a száröltés, a margitöltés, a díszöltés, a boszorkányöltés, a csavartöltés és a huroköltés, a huszadik században kiegészült a keresztöltéssel is. Kiegészítő technikaként alkalmazzák a lyukhímzést, a horgolást (slingelést), a subrikát, a borsókát és az azsúr díszítést. A hímzéshez pamut- és selyemfonalat használnak.

## Alkalmazás
Ünnepi öltözeteken és ajándékokon alkalmazzák. Díszítik a férfi ingek elejét, női kendőket, ingek elejét, kézelőjét, kötényeket (ganga, surc), de asztalterítőkön, dísztörölközőkön és lepedővégeken is találkozhatunk motívumokkal. A kiegészítő díszítés használata területenként változik, Hollókőn, Lócon és Rimócon a bőrcucajt, pruszlikot és ingvállat is hímezték.

## Jellemző motívumterületek
Nagyszécsény, Salgótarján, Dél-Nógrád, Kazár, Galga-vidék